# Azai (Klan)

Wappen der Azai

Die Azai (japanisch 浅井氏, Azai-shi) waren eine Familie des japanischen Schwertadels (Buke), die sich von den Fujiwara ableitete und die bis zum Ende der Sengoku-Zeit von Bedeutung war.

## Genealogie
- Sukemasa (亮政; † 1542) lehnte sich auf gegen seinen Herren Kyōgoku Takaie und residierte in der Burg Odani (小谷; Provinz Ōmi), die er selbst 1516 gebaut hatte. Er unterwarf den Nordteil dieser Provinz und verteidigte ihn erfolgreich gegen Rokkaku Takayori (六角 高頼; † 1520).
- Hisamasa (久政; 1524–1573) ein Sohn Sukemasas, übernahm die Domäne seines Vaters und verteidigte sie weiterhin gegen die Rokkaku. Er wurde jedoch besiegt und musste sich unterwerfen. Seine wichtigsten Vasallen versammelten sich und zwangen Hisamasa, sich zurückzuziehen und die Verwaltung seinem Sohn Nagamasa zu übertragen. Er akzeptierte das widerwillig und zog sich auf seine Burg Odani zurück. Als die Burg dann 1573 von Oda Nobunaga erobert wurde, beging er Seppuku.
- Nagamasa (長政; 1545–1573) wurde von Hisamasas Vasallen ausgewählt, seinen Vater abzulösen, der sich den Rokkaku unterworfen hatte. Als er von Rokkaku Yoshikata (六角 義賢; 1521–1598) angegriffen wurde, besiegte er ihn 1561 und übernahm eine Reihe von dessen Burgen. Er griff dann Saitō Tatsuoki (斎藤 龍興; 1548–1573) an und belagerte ihn in dessen Burg Ōgaki und war dabei, einen Teil von dessen Domäne zu übernehmen. Das wollte aber Nobunaga nicht zulassen und bekriegte ihn. Nach einer acht Jahre dauernden Auseinandersetzung wurde schließlich Friede geschlossen. 1568 heiratete Nagamasa eine Schwester Nobunagas. Aber schon im folgenden Jahr flammte der Streit wieder auf. Nagamasa gewann Asakura Yoshikage (1533–1573) als Verbündeten und wurde auch von den Mönchen des Klosters auf dem Hiei-Berg unterstützt. Trotzdem wurde er in der Schlacht am Fluss Ane-gawa (姉川; Provinz Ōmi) besiegt. Durch Einspruch des Kaisers Ōgimachi und des Shōgun Ashikaga Yoshiaki wurde 1570 Frieden geschlossen. Doch dieser Friede war von kurzer Dauer, Hisamasa wurde von Toyotomi Hideyoshi besiegt, und Nobunaga belagerte Odani. Als Nagamasa sah, dass alles verloren war, übergab er Frau und Töchter seinem Schwager, setzte die Burg in Brand und beging zusammen mit seinem Vater und seinen beiden Söhnen Seppuku. Damit endete diese Fürstenfamilie.

- Yodo-gimi (淀君; 1567–1615), die älteste Tochter, wurde mit Hideyoshi verheiratet, die zweite mit Kyōgoku Takatsugu (京極 高次; 1560–1609) und die dritte mit Tokugawa Hidetada. Diese wurde Mutter Tokugawa Iemitsus und des Dainagon Tadanaga.